# Aurora Dragoș
Aurora Christina Dragoș (Cluj-Napoca, 11 gennaio 1968) è un'ex cestista rumena.

## Carriera
Con la Romania ha disputato due edizioni dei Campionati europei (1987, 1995).